# Ухтомские
У́хтомские — русский княжеский род, Рюриковичи, отрасль князей Белозерских, происходящих от князей Ростовских.
В Гербовник внесены фамилии:
1. Князья Ухтомские. потомки Рюрика (862) (Герб. Часть IV. № 3).
2. Ухтомские (не князья), потомки Федота Ивановича Ухтомского, возведённого в дворянское достоинство в 1741 (герб. Часть III. № 127)[2]

Род внесён в Бархатную книгу. При подаче документов для внесения рода в Бархатную книгу было подано две родословные росписи князей Ухтомских: (24 декабря 1685) князем Иваном и Михаилом Ухтомскими.

## Происхождение и история княжеского рода
Правнук великого князя Владимира Святославовича, крестившего русскую землю, великий князь Всеволод Юрьевич посадил своего сына князя Константина Всеволодовича на княжение в Ростов. Его сын, князь Василий (Василько) Константинович имел сыновей князей Бориса Васильевича (Васильковича) и Глеба Васильевича (Васильковича), Глеба он посадил на удел в Белоозеро. Его правнук князь Василий Романович имел внука князя Ивана Ивановича Ухтомского, являющего родоначальником княжеского рода Ухтомские, который после смерти отца князя Ивана Васильевича Карголомского (родоначальник князей Карголомских) и бездетных — брата Фёдора с сыном Иваном (упомянут в 1492 и 1495 годах в Новгородских походах), при разделе Белозерского удела, получил во владение село Карголом и волость которого тянулась на восток по берегу Белого озера, выше впадения реки Шексны и Ухтомскую волость в Пошехонье, по реке Ухтоме, откуда и получил своё фамильное прозвание.
В 1469 году в битве с татарами под Казанью отличился князь Василий Ухтомский. В Смутное время в Вятке вёл борьбу с воровскими отрядами Михаил Ухтомский.
Князь Дмитрий Ухтомский принимал деятельное участие в украшении Кремля при Елизавете Петровне, возобновил Красные ворота, сгоревшие в 1748 г., руководил обучением «архитектуры цывилис» учеников, определенных к нему в 1752 г., строил колокольню в Троице-Сергиевой лавре; брат его Сергей тоже был архитектором. Блестящего положения при дворе князья Ухтомские не занимали и в московское время выше стольников и московских дворян не поднимались.

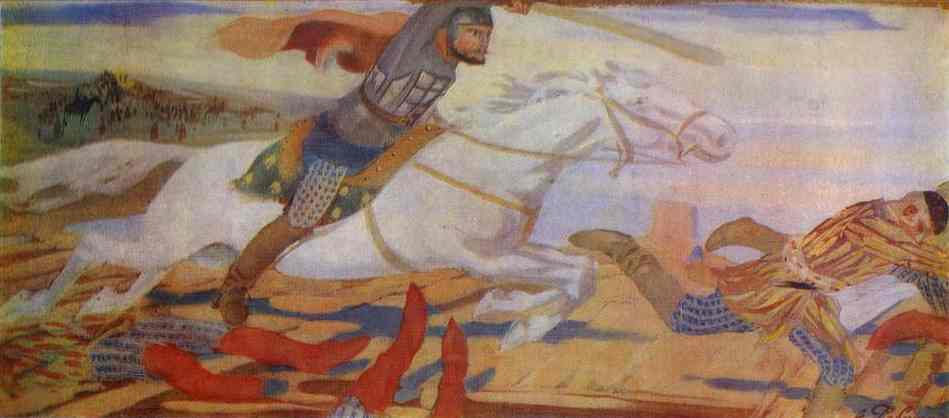
А. П. Рябушкин. Князь Ухтомский Василий в битве с татарами на Волге в 1469 году. Третьяковская галерея.

Целый ряд представителей рода проявил себя во второй половине XIX века. Адмирал Ухтомский, Леонид Алексеевич оставил воспоминания, вышедшие в «Морском Вестнике». Его племянник, дипломат Э. Э. Ухтомский был одним из доверенных лиц Николая II и стремился усилить позиции Российской империи на Востоке, а как журналист ратовал за права меньшинств Российской империи, в том числе армян и бурят. Одним из командующих флотом в Русско-японской войне был П. П. Ухтомский. Братья Ухтомские, Алексей и Александр Алексеевичи (епископ Андрей) были церковными лидерами, но Алексей отличился также тем, что стал одним из виднейших физиологов и советским академиком. Н. А. Ухтомский был одним из руководителей Белой эмиграции в Маньчжурии. Внук Э. Э. Ухтомского Д. Д. Ухтомский в годы II Мировой войны служил в военной разведке в Иране, а впоследствии стал крупным фотожурналистом.
Среди членов этого рода, существующего и ныне, насчитывается много известных деятелей.

## Дворяне Ухтомские
Вице-сержант Федот Иванович Ухтомский (ум. 13.09.1752), находясь в лейб-компании, по именному указу Императрицы Елизаветы Петровны (31 декабря 1741) пожалован с законными рождёнными его детьми и их потомством в дворянское достоинство, с выдачей (25 ноября 1751) диплома на дворянство.

### Известные представители
- Ухтомская-Баронелли, Аделина Петровна (?—1923) — артистка оперы[5].

## Описание гербов

#### Герб. Часть IV № 3
Герб князей Ухтомских: в щите, имеющем голубое поле, изображены: золотой крест, под ним серебряная луна, рогами вверх обращенная (польский герб Шелига), а в нижней части щита две серебряные рыбы, положенные крестообразно в реке (символизирует Белоозеро).
Щит покрыт мантией и шапкой, принадлежащими княжескому достоинству. Герб рода князей Ухтомских внесён в Часть 4 Общего гербовника дворянских родов Всероссийской империи, стр. 3.

#### Герб. Часть III. № 127.
Герб потомства Федота Ивановича Ухтомского: щит разделён перпендикулярно на две части, из которых в правой части, в чёрном поле, между тремя серебряными пятиугольными звёздами изображено золотое стропило с означенными на нём тремя горящими гранатами натурального цвета. В левой части, разрезанной надвое, в верхнем, серебряном и нижнем, красном полях, находятся три птичьи головы с шейками и с одним распростёртым крылом, означенные вверху две, а внизу одна, переменных с полями цветов. Щит увенчан обыкновенным дворянским шлемом, на котором наложена лейб-компании гренадерская шапка со страусовыми перьями красного и белого цвета, а по сторонам шапки видны два чёрных орлиных крыла и на них по три серебряные звезды. Намёт на щите красного и чёрного цвета, подложенный с правой стороны серебром, а с левой — золотом.

#### Герб. Часть XX. № 76.
Герб коллежского асессора Андрея Григорьевича Ухтомского (г/р 1772): щит поделен горизонтально. В верхней голубой части горизонтально река с золотым восходящим солнцем с лучами. В нижней золотой части стоящий на задних лапах у пня с зеленой ветвью медведь смотрящий влево. Щит увенчан дворянским коронованным шлемом. Нашлемник – три страусовых пера. Намёт: голубой, подложен золотом.
Примечание: герб пожалован хранителю музея Императорской Академии Художеств, академику по гравированию на металле А.Г. Ухтомскому (20.08.1831), с внесением в Часть I родословной книги.

## Геральдика
Как и другие потомки Белозерских удельных князей, князья Ухтомские использовали герб, включавший древние эмблемы Белозерского княжества, которые вошли в "Титулярник" 1672 года (две перекрещенные рыбы, над которыми полумесяц и крест) и восходили к государственной печати царя Ивана IV Васильевича 1577 года (одна рыба).

## Известные представители
- Князь Василий Иванович Ухтомский Большой — воевода в Казанском походе (1467), воевода в Пустозёрске (1469).
- Князь Ухтомский Иван Иванович Волк — по духовной грамоте Ивана Ивановича Салтыка получил "аргамак бур" (1483), судья в деле о праве владения Московских митрополитов в Ликуржской волости (1498-1505).
- Князь Ухтомский Михаил Никитич — воевода в Полоцком походе (1551), отличился при осаде Дубровны.
- Князь Ухтомский Иван Юрьевич — второй воевода в 5-м полку левой руки в Казанском походе (1544).
- Князь Ухтомский Фёдор Петрович — второй воевода 3-го большого полка в Казанском походе (1544).
- Князь Ухтомский Борис Петрович — первый воевода Ертаульного полка в Полоцком походе (1551)[8].
- Князь Ухтомский Михаил Фёдорович — послан головою к снаряду (артиллерии) в Карачев с костромским войском к князю Барятинскому (1605).
- Князь Ухтомский Дмитрий Михайлович — воевода в Пошехонье (1613-1615).
- Князь Ухтомский Пётр Михайлович — московский дворянин (1627), воевода в Кашире (1636-1639), Мангазее (1643-1646), Владимире (1654).
- Князь Ухтомский Юрий Михайлович — стольник патриарха Филарета (1627), царский стольник (1629), стряпчий (1636-1640), воевода в Коломне (1643).
- Князь Ухтомский Захарий Андреевич — пошехонский дворянин (1628).
- Князь Ухтомский Григорий Михайлович — воевода в Пошехонье (1630-1633).
- Князь Ухтомский Пётр Захарьевич — дворянин и окладчик дворян и детей боярских под Пошехонью (1630).
- Князь Ухтомский Иван Тимофеевич — за неучастие в походе с государём у него отобраны поместья и вотчины (25 апреля 1615), воевода в Вятке (1648-1649), объезжий голова от огней в Москве (1649), воевода в Вологде (1654).
- Князь Ухтомский Матвей Тимофеевич — голова второй сотни стольников за Москвою-рекою для охранения от прихода крымцев с князем Лыковым (1633).
- Князья Ухтомские: родные братья, Степан (окладчик в 1630), Григорий (дворянин, на службе под Смоленском 1634), Борис (пошехонский дворянин 1628) Ивановичи и князья Александр Борисович, Василий Петрович, Афимий Петрович, Захарий Семёнович убиты под Конотопом († 1659), тяжело израненный Андрей Степанович (Данилович) взят в плен.
- Князь Ухтомский Пётр Юрьевич —  скончался от ран полученных при осаде Чигирина († 1678).
- Князь Ухтомский Иван Юрьевич — окольничий (с 1690), умер († 1692), его жена боярыня, княжна Агафья Ухтомская сидела в 3-й карете с царевичем Иваном V Алексеевичем и с его сёстрами при возвращении царя Алексея Михайловича из Преображенского в Москву.
- Князья Ухтомские: Андрей и Данила Григорьевичи, Афанасий Захарьевич, Пётр Юрьевич — стряпчие (1658-1692).
- Князья Ухтомские: Василий (завоеводчик в Крымском походе 1687) и Михаил Юрьевичи, Григорий Васильевич, Иван, Никита, Степан и Матвей Григорьевичи, Иван Романович, Никита и Фёдор Степановичи — стольники (1658-1692).
- Князья Ухтомские: Василий Дмитриевич, Владимир Юрьевич, Григорий Григорьевич, Григорий, Пётр и Данила Михайловичи, Иван и Матвей Тимофеевичи — московские дворяне (1640-1692).
- Князь Ухтомский Михаил Иванович — московский дворянин (1676-1677), стольник царицы Прасковьи Фёдоровны (1692).
- Князь Ухтомский Степан Иванович — стряпчий (1661-1676), московский дворянин (1692), стольник царицы Прасковьи Фёдоровны (1692).
- Князь Пётр Степанович — комнатный стольник царя Ивана V Алексеевича, комнатный стольник Петра I (1703).
- Князь Ухтомский Никита Степанович — стольник, участник Азовского похода 1696 года, где попал в плен.
- Князь Ухтомский Михаил Иванович — дворянин, завоеводчик в Крымском походе (1687), стольник, послан в Шлотбург (1703).
- Князь Ухтомский Иван — подпоручик Бутырского пехотного полка погиб при Фюрстенфель (14 августа 1758).
- Князь Александр Владимирович Ухтомский (1857—1916) — генерал-майор императорской армии[9].
- Князь Алексей Алексеевич Ухтомский (1875—1942) — учёный-физиолог, создатель учения о доминанте.
- Князь Дмитрий Васильевич Ухтомский (1719—1774) — архитектор, просветитель.
- Князь Иван Михайлович Ухтомский (1753—1829) — действительный статский советник, Тверской губернатор, Новгородский губернатор.
- Князь Леонид Алексеевич Ухтомский (1829—1909) — вице-адмирал.
- Князь Николай Александрович Ухтомский (1895—1953) — один из руководителей Белой эмиграции в Маньчжурии.
- Князь Николай Павлович Ухтомский (1884—1960) — поручик, адъютант Корниловского ударного полка, участник Белого движения.
- Князь Павел Петрович Ухтомский (1848—1910) — вице-адмирал.
- Князь Эспер Алексеевич Ухтомский (1834—1885) — морской офицер, участник обороны Севастополя и нескольких морских походов.
- Князь Эспер Эсперович Ухтомский (1861—1921) — приближённый Николая II, дипломат, востоковед, сын князя Э. А. Ухтомского.
- Князь Андрей (в миру Ухтомский Александр Алексеевич) (1872—1937) — архиепископ, деятель Русской Церкви, один из лидеров катакомбной церкви.